# Čikokon
Il fiume Čikokon (in russo Чикокон?) è un affluente di sinistra del Čikoj. Scorre in Russia, nel Territorio della Transbajkalia.
Il fiume ha origine sul versante nord-occidentale dei monti Čikokonskij, che dal fiume prendono il nome, a un'altitudine di circa 1 900 m, poi, seguendo la catena montuosa, scorre in direzione nord-est fino alla confluenza nel Čikoj (a 646 km dalla foce). La sua lunghezza è di 131 km, l'area del bacino di 2 110 km².